# Bundelfranjehoed
De bundelfranjehoed (Britzelmayria multipedata) is een schimmel die behoort tot de familie Psathyrellaceae. Hij leeft saprotroof in dichte bundels op de grond (of ondergrondse houtresten) in lanen, parken, loof- en gemengde bossen, vaak op verruigde plekken, op voedselrijke bodems, bij voorkeur op leem, klei, en ook op zand. Vruchtlichamen komen voor vanaf de nazomer tot de herfst.

## Kenmerken
Hoed
De hoed heeft een diameter van 1 tot 4 cm, aanvankelijk conisch, dan convex en ten slotte klokvormig, maar nooit vlak. Het oppervlak is vlak zijdeachtig. Het is hygrofaan; De kleur is bij vochtige omstandigheden rood of kleikleurig. Als het droog is de kleur lichtbruin, maar vaak met een bruinachtig centrum.
Steel
De steel heeft een hoogte van 4 tot 10 cm en een diameter van 3 tot 6 mm. De steel is veel langer dan de hoed diameter. Het bovenoppervlak is witachtig, anders bruinachtig. Er is geen ring aanwezig.
Lamellen
De lamellen zijn opstijgend tot smal aangehecht. De kleur is eerst licht grijsbruin en daarna donkerbruin.
Geur en smaak
Het vlees is dun, zonder duidelijke geur en smaak.
Sporenprint
De sporenprint is donker paarsbruin.

### Microscopische kenmerken
De sporen zijn ellipsvormig, glad en meten 6,5–10 × 3,5–4 µm met kiempore.

## Verspreiding
Het is bekend dat Britzelmayria multipedata voorkomt in Noord-Amerika, Europa, Azië, Australië en Nieuw-Zeeland. In Nederland komt hij algemeen voor.

## Foto's

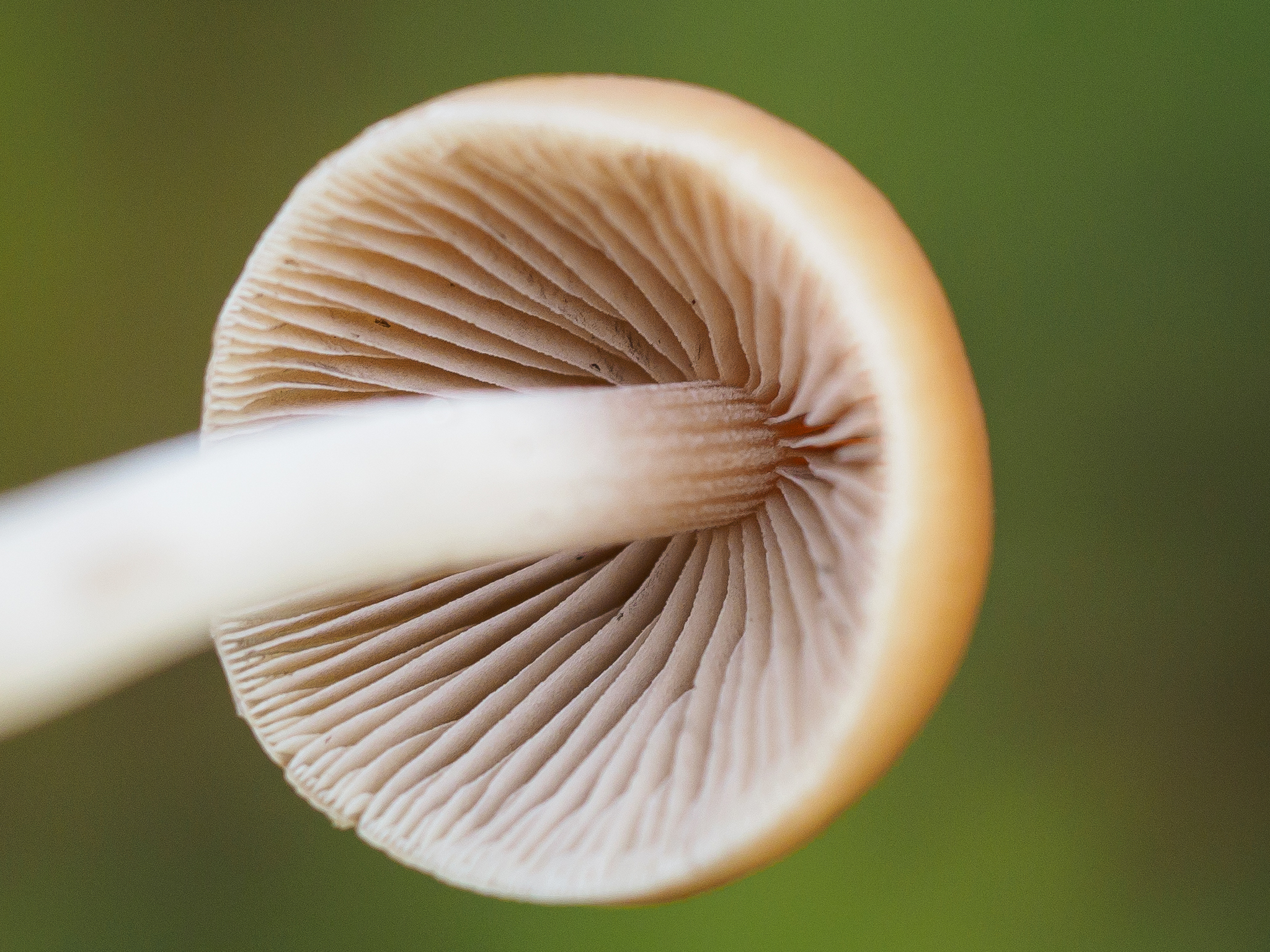
Lamellen